# فرانک رولینگ
فرانک رولینگ (انگلیسی: Franck Rolling؛ زادهٔ ۲۳ اوت ۱۹۶۸) بازیکن فوتبال اهل فرانسه است.
از باشگاه‌هایی که در آن بازی کرده‌است می‌توان به باشگاه فوتبال وایکام واندررز، باشگاه فوتبال گیلینگام، باشگاه فوتبال ای‌اف‌سی بورنموث، باشگاه فوتبال استراسبورگ، باشگاه فوتبال ایر یونایتد، باشگاه فوتبال لستر سیتی، و باشگاه فوتبال ویرا اشاره کرد.